# Argos (chien d'Ulysse)
Pour les articles homonymes, voir Argos.

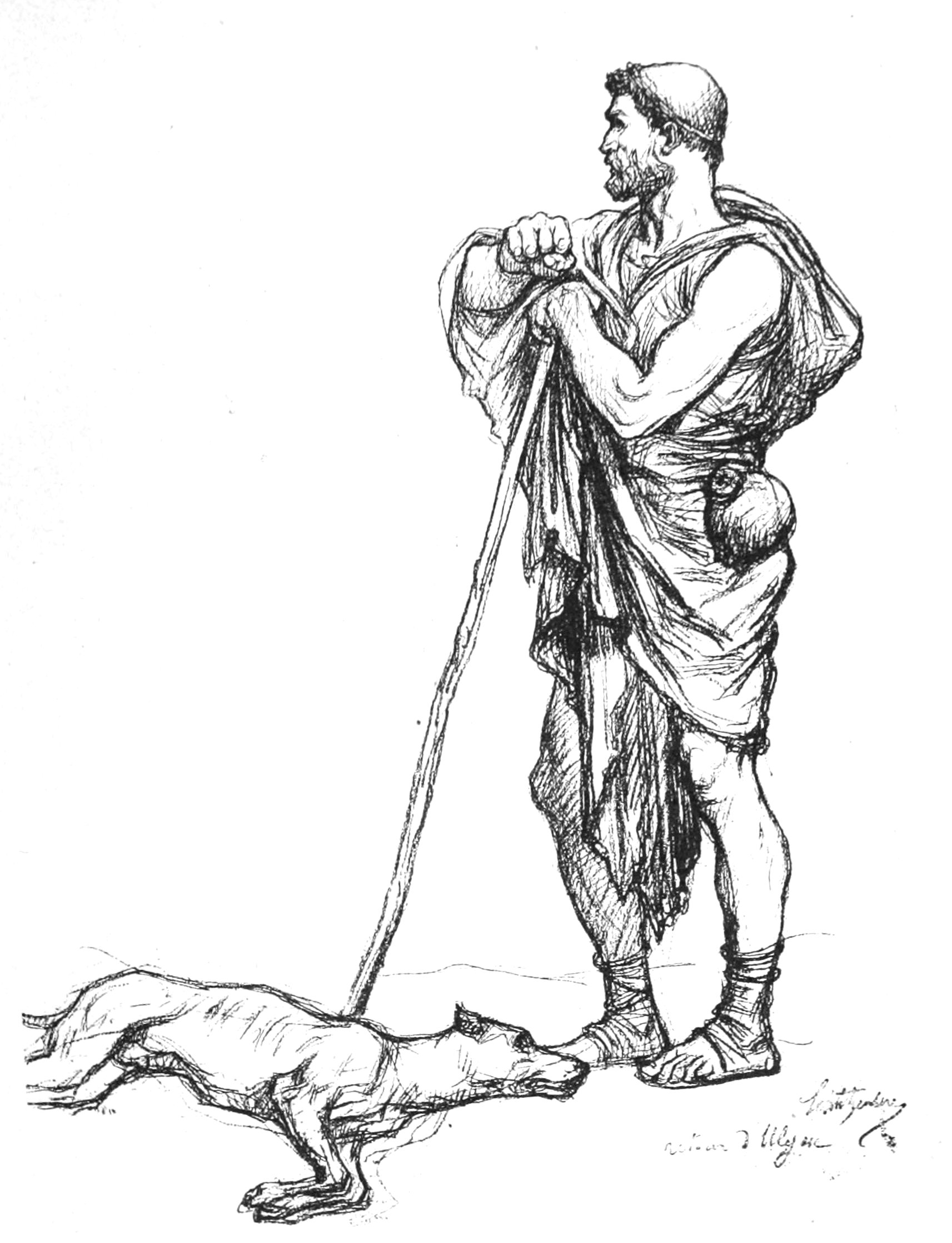
Retour d'Ulysse par Louis Frédéric Schützenberger (1884).

D'après l'Odyssée d'Homère (chant XVII), Argos est le chien d'Ulysse, qui, fidèle à son maître, le reconnaît immédiatement, après vingt ans d'absence, à son retour de la guerre de Troie. Le déguisement d'Ulysse en mendiant ne le trompe pas. À peine le voit-il qu'il en meurt sur place.

## Extrait de l'Odyssée
Traduction d'Eugène Bareste :

« Ulysse et Eumée parlent ainsi. — Soudain un chien couché près d'eux lève sa tête et dresse ses oreilles : c'est Argos, que le vaillant Ulysse avait élevé lui-même ; mais ce héros ne put voir le succès de ses soins, car il partit trop tôt pour la ville sacrée d'Ilion. Jadis les jeunes chasseurs conduisaient Argos à la poursuite des chèvres sauvages, des cerfs et des lièvres ; mais depuis que son maître était parti, il gisait honteusement sur le vil fumier des mules et des bœufs, qui restait entassé devant les portes, jusqu'à ce que les serviteurs d'Ulysse vinssent l'enlever pour fumer les champs. C'est là que repose étendu le malheureux Argos tout couvert de vermine. Lorsqu'il aperçoit Ulysse, il agite sa queue en signe de caresses et baisse ses deux oreilles ; mais la faiblesse l'empêche d'aller à son maître. Ulysse, en le voyant, essuie une larme qu'il cache au pasteur, puis il prononce ces paroles :
« Eumée, je m'étonne que ce chien reste ainsi couché sur le fumier, car il est d'une grande beauté. Toutefois j'ignore si avec ses belles formes il est bon à la course, ou si ce n'est qu'un chien de table que les maîtres élèvent pour leur propre plaisir. »
Le pasteur Eumée lui répond en disant :
« Hélas ! c'est le chien de ce héros qui est mort loin de nous ! S'il était encore tel qu'Ulysse le laissa quand il partit pour les champs troyens, tu serais étonné de sa force et de son agilité. Nulle proie n'échappait à sa vitesse lorsqu'il la poursuivait dans les profondeurs des épaisses forêts : car ce chien excellait à connaître les traces du gibier. Maintenant il languit accablé de maux ; son maître a péri loin de sa patrie, et les esclaves, devenues négligentes, ne prennent aucun soin de ce pauvre animal ! C'est ainsi qu'agissent les serviteurs : dès qu'un maître cesse de les commander, ils ne veulent plus s'acquitter de leurs devoirs ; Zeus ravit à l'homme la moitié de sa vertu quand il le prive de sa liberté. »
Quand Eumée a achevé ces paroles, il entre dans les demeures d'Ulysse et va droit à la salle où se trouvaient les fiers prétendants. — Mais le fidèle Argos est enveloppé dans les ombres de la mort dès qu'il a revu son maître après vingt années d'absence ! »

## Étymologie du nom Argos
L’étymologiste Pierre Chantraine dans son Dictionnaire étymologique de la langue grecque, Klincksieck, Paris 1968-1980, suggère « une notion qui exprime à l’origine la blancheur éblouissante de l’éclair et en même temps sa vitesse ». Selon le dictionnaire grec-français d'Anatole Bailly (dont la partie étymologique a été révisée vers 1950 par le même Pierre Chantraine), l'adjectif argos signifie soit brillant, luisant, blanc soit (notamment en parlant d'un chien) rapide, agile, léger tandis que l'article relatif au nom propre indique pour le chien d'Ulysse : « littéralement l'agile ou peut-être le blanc ».

## Argos en littérature

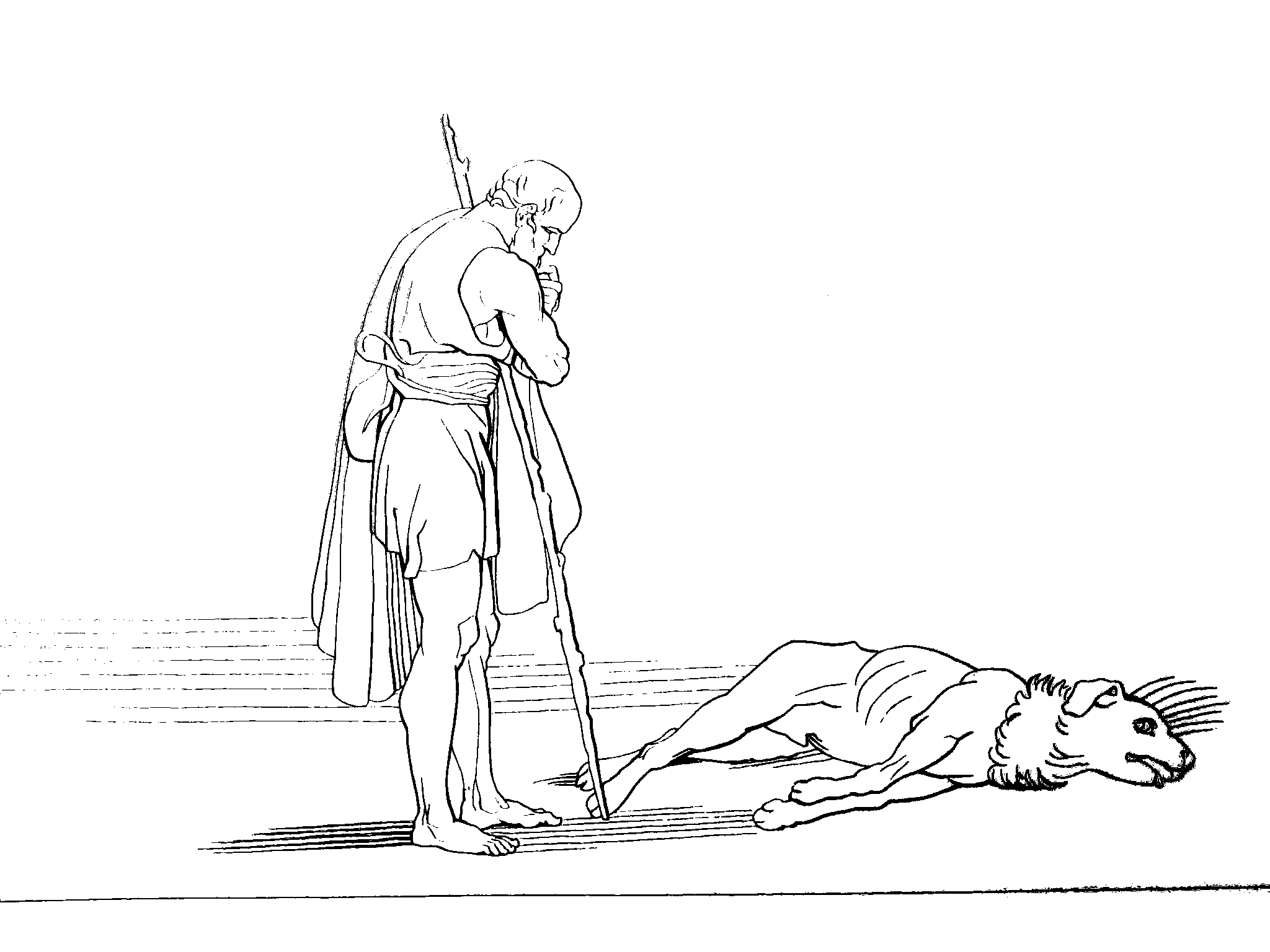
Ulysse et Argos, illustration de John Flaxman pour l'Odyssée (1835).

Argos devient un symbole de fidélité animale.

« Il est mort ! Mort de joie en me reconnaissant.

Ah ! Minerve a bien su me changer pour les hommes,

Mais non pour mon vieux chien, meilleur que nous ne sommes.

Pauvre Argos ! je n'ai pu, j'en ai comme un remords, te faire une caresse avant que tu sois mort.

Pauvre Argos ! »

Emmanuel Levinas fait référence à Argos lorsqu'il raconte ses souvenirs de la Shoah.

## Postérité après l'Antiquité
Argos apparaît également dans la série d'animation L'Odyssée sous les traits d'un jeune chien encore en pleine forme. La série étant une adaptation plutôt libre, le voyage d'Ulysse ne dure pas dix ans et Argos n'est pas un vieux chien sur le point de mourir lorsqu'il retrouve son maitre.